# L'Oror d'Eiriçon
Louroux-Hodement és un municipi francès, situat al departament de l'Alier i a la regió d'Alvèrnia-Roine-Alps. L'any 2007 tenia 354 habitants.

## Demografia

### Població
El 2007 la població de fet de Louroux-Hodement era de 354 persones. Hi havia 120 famílies de les quals 48 eren unipersonals (20 homes vivint sols i 28 dones vivint soles), 32 parelles sense fills, 36 parelles amb fills i 4 famílies monoparentals amb fills.
La població ha evolucionat segons el següent gràfic:
Habitants censats

### Habitatges
El 2007 hi havia 169 habitatges, 123 eren l'habitatge principal de la família, 34 eren segones residències i 12 estaven desocupats. 154 eren cases i 13 eren apartaments. Dels 123 habitatges principals, 76 estaven ocupats pels seus propietaris, 42 estaven llogats i ocupats pels llogaters i 5 estaven cedits a títol gratuït; 4 tenien una cambra, 10 en tenien dues, 31 en tenien tres, 36 en tenien quatre i 43 en tenien cinc o més. 100 habitatges disposaven pel capbaix d'una plaça de pàrquing. A 64 habitatges hi havia un automòbil i a 46 n'hi havia dos o més.

### Piràmide de població
La piràmide de població per edats i sexe el 2009 era:
| Homes | Edats   | Dones |
| ----- | ------- | ----- |
| 0     | 95 o +  | 0     |
| 0     | 90 a 94 | 0     |
| 0     | 85 a 89 | 4     |
| 4     | 80 a 84 | 0     |
| 8     | 75 a 79 | 8     |
| 8     | 70 a 74 | 8     |
| 4     | 65 a 69 | 4     |
| 8     | 60 a 64 | 12    |
| 0     | 55 a 59 | 0     |
| 12    | 50 a 54 | 8     |
| 4     | 45 a 49 | 4     |
| 16    | 40 a 44 | 4     |
| 12    | 35 a 39 | 24    |
| 20    | 30 a 34 | 8     |
| 12    | 25 a 29 | 20    |
| 8     | 20 a 24 | 8     |
| 8     | 15 a 19 | 20    |
| 8     | 10 a 14 | 0     |
| 12    | 5 a 9   | 4     |
| 8     | 0 a 4   | 16    |

## Economia
El 2007 la població en edat de treballar era de 265 persones, 179 eren actives i 86 eren inactives. De les 179 persones actives 117 estaven ocupades (69 homes i 48 dones) i 63 estaven aturades (38 homes i 25 dones). De les 86 persones inactives 10 estaven jubilades, 26 estaven estudiant i 50 estaven classificades com a «altres inactius».

### Ingressos
El 2009 a Louroux-Hodement hi havia 120 unitats fiscals que integraven 274 persones, la mediana anual d'ingressos fiscals per persona era de 13.594,5 €.

### Activitats econòmiques
Dels 13 establiments que hi havia el 2007, 1 era d'una empresa alimentària, 2 d'empreses de construcció, 1 d'una empresa de comerç i reparació d'automòbils, 3 d'empreses d'hostatgeria i restauració, 1 d'una empresa d'informació i comunicació, 1 d'una empresa immobiliària, 2 d'empreses de serveis, 1 d'una entitat de l'administració pública i 1 d'una empresa classificada com a «altres activitats de serveis».
Dels 4 establiments de servei als particulars que hi havia el 2009, 2 eren lampisteries, 1 perruqueria i 1 restaurant.
Dels 2 establiments comercials que hi havia el 2009, 1 era una botiga de menys de 120 m² i 1 una fleca.
L'any 2000 a Louroux-Hodement hi havia 21 explotacions agrícoles que ocupaven un total de 1.512 hectàrees.

## Equipaments sanitaris i escolars
El 2009 hi havia una escola elemental integrada dins d'un grup escolar amb les comunes properes formant una escola dispersa.

## Poblacions més properes
El següent diagrama mostra les poblacions més properes.